# Ivar Andersson (läkare)
Lars Ivar Andersson, född 26 februari 1860 i Nora församling, Västmanlands län, död 26 juli 1945 i Danderyds församling, Stockholms län var en svensk läkare.

## Biografi
Andersson blev medicine licentiat vid karolinska institutet 1888, och medicine hedersdoktor i Uppsala 1907. Han var underläkare vid Maria sjukhus 1888–1891, sundhetsinspektör i Stockholm 1891–1898, och förste stadsläkare i Stockholm 1898–1927. Andersson har författat fackvetenskapliga uppsatser huvudsakligen i hygieniska frågor och utgett Stockholms stads hälsovårdsnämnds berättelse åren 1898–1922.